# Mock-up

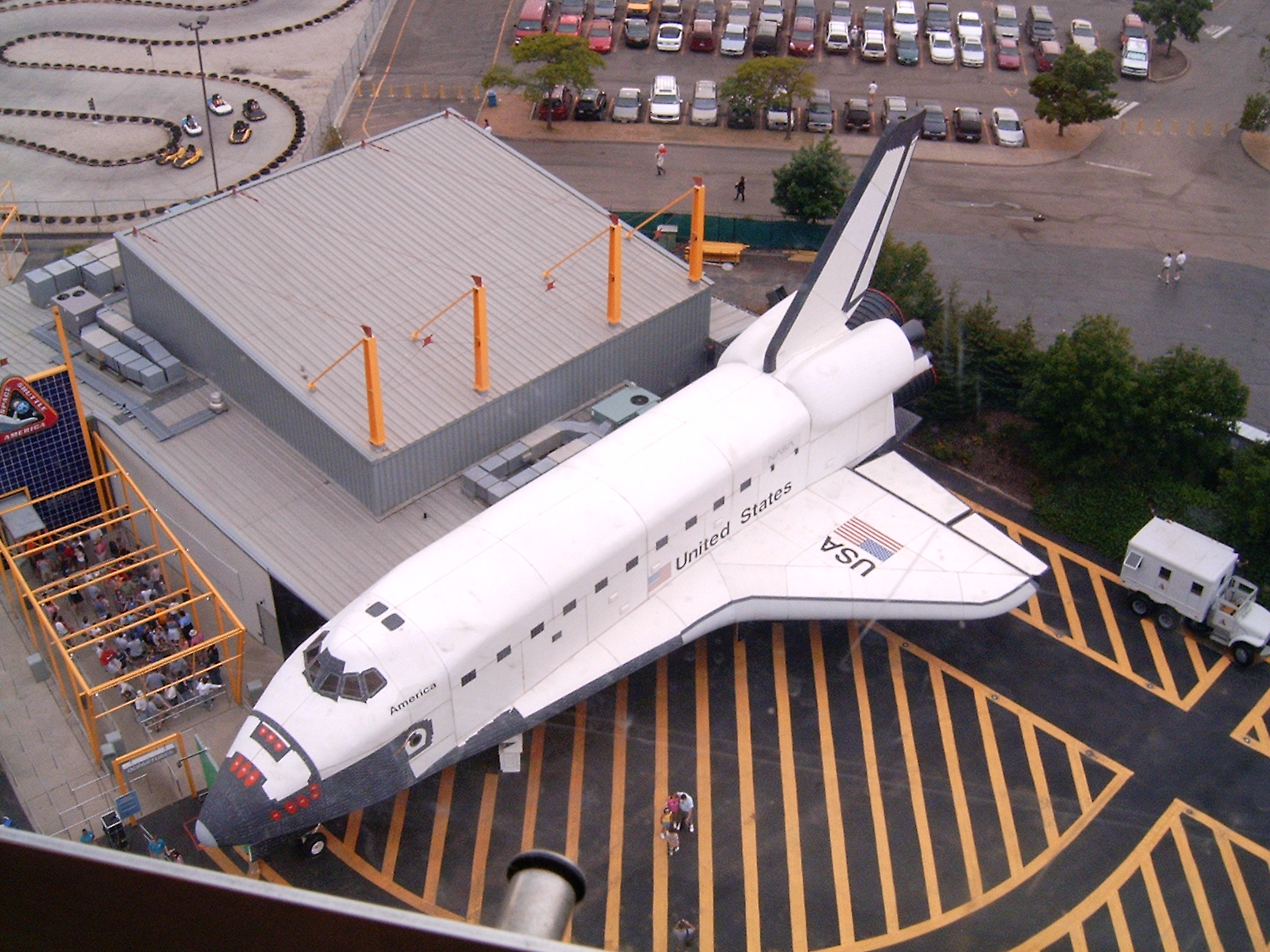
De shuttle naast de Space Shuttle America in Sixflags is een voorbeeld van een mock-up

Een mock-up is een tijdens de ontwerp- of productiefase op schaal of op ware grootte gemaakt model van een ontwerp of product. In de software-industrie komt het begrip tevens voor bij het vroeg in het ontwikkelproces testen van de gebruikersinterface van het software-ontwerp.
Een mock-up krijgt pas de term prototype als het ontwerp ook echt werkt. Meestal zijn de mock-ups dus voorbeelden qua uiterlijk.

## Toepassing
Een mock-up wordt voornamelijk gebruikt voor demonstraties, lessen, evaluaties of promotie. Vaak worden mock-ups of prototypes van een systeem ontwikkeld op het moment dat een systeem moet worden geëvalueerd. Ook bij nieuwe militaire ontwerpen worden er altijd mock-ups gebouwd. Vaak geldt dat ook voor producten voor in de supermarkt en meubilair. 
Verkopers gebruiken een mock-up soms ook bij de (voor)presentatie van een nieuw product aan belangrijke handelspartners.